# Nicola Vicentino
Nicola Vicentino (ur. 1511 w Vicenzy, zm. około 1576 w Mediolanie) – włoski kompozytor i teoretyk muzyki.

## Życiorys
Niewiele wiadomo o jego wczesnym życiu, przypuszczalnie w latach 30. XVI wieku był uczniem Adriana Willaerta w Wenecji. Przez wiele lat pozostawał w służbie kardynała Ippolita d’Este, z którym przebywał w Ferrarze, Sienie i Rzymie. W 1551 roku wziął udział w przegranej przez siebie debacie z portugalskim kompozytorem Vicente Lusitano na temat greckich genera. W latach 1563–1564 był kapelmistrzem katedry w Vicenzy, później przebywał w Mediolanie. Zmarł podczas zarazy, która nawiedziła północne Włochy.

## Twórczość
Wydał zbiory kompozycji Madrigali, libro primo na 5 głosów (Wenecja 1546), Moteta, liber quartus na 5 głosów (Mediolan 1571) i Madrigali, libro quinto na 5 głosów (Mediolan 1572), ponadto inne jego utwory zachowały się we współczesnych zbiorach. Był autorem traktatów L’antica musica ridotta alla moderna prattica (Rzym 1555, 2. wydanie 1557) oraz Descrizione dell’arciograno (Wenecja 1561). Skonstruował dwa nowe instrumenty muzyczne, archicembalo i archiorgano.
W swoich rozważaniach skonfrontował starogreckie teorie muzyczne ze współczesną praktyką, zajmował się problemem tonalności, przyczyniając się do przezwyciężenia systemu modalnego. Stworzył teoretyczne podstawy stylu seconda prattica i temperacji stroju, podejmował problem kontrapunktu. W oparciu o wzory starogreckie stworzył systemy enharmoniczny i chromatyczny. Rozważania Vicentina miały wpływ na twórczość Cipriana de Rore i Carla Gesualda.